# NGC 4229
NGC 4229 في الفهرس العام الجديد، هي مجرة، تقع في كوكبة السلوقيان. اكتشفت في 2 يناير 1786 بواسطة ويليام هيرشل.

## روابط خارجية
- NGC 4229 على موقع ويكي سكاي: DSS2, SDSS, GALEX, IRAS, Hydrogen α, X-Ray, Astrophoto, Sky Map, Articles and images